# Кутепов, Виталий Павлович
Виталий Павлович Кутепов (род. 1938) — советский и российский учёный, доктор технических наук, профессор.
Автор более 150 научных статей и докладов в отечественных и зарубежных журналах, в том числе в изданиях, индексируемых в международных
реферативных базах Web of science и Scopus.

## Биография
Родился 9 января 1938 года.
В 1961 году окончил Московский энергетический институт по специальности «вычислительная техника». По окончании вуза работал в лётно-испытательном институте (ЛИИ, ныне Лётно-исследовательский институт имени М. М. Громова) в городе Жуковском. С 1964 года по настоящее время работает в МЭИ. Прошёл последовательно ступени – аспиранта, ассистента, доцента, профессора, заведующего кафедрой «Прикладной математики». Защитив в 1968 году кандидатскую диссертацию на диссертационном совете АВТФ МЭИ, Кутепов начал преподавательскую работу на
кафедре «Вычислительной техники». В 1983 году защитил докторскую диссертацию, в 1986 году ему было присвоено учёное звание профессора по кафедре «Прикладной математики».
В 1972—1973 годах Виталий Кутепов прошёл научную стажировку в математическом центре в Амстердаме, Нидерланды. В 1986 году по приглашению шотландского учёного, заведующего кафедрой теоретической информатики Эдинбургского университета — профессора Робина Милнера, несколько месяцев обсуждал с ним и на семинарах проблемы теории программирования и теоретической информатики. Читал лекции в университетах Англии (Манчестер), Германии (Дрезден, Ильменау), Польши (Варшава) и Нидерландов (Амстердам).
C 1987 по 2003 год Виталий Павлович возглавлял кафедру «Прикладной математики», которая под его руководством достигла значительных успехов в деле подготовки высококвалифицированных специалистов в области математического и программного обеспечения современных вычислительных систем и компьютерных сетей и систем искусственного интеллекта. Он был участником составления учебных планов и
программ со дня организации кафедры в 1976 году и по настоящее время, являясь руководителем учебно-методической кафедральной секции специальности «Прикладная математика и информатика». В. П. Кутепов, являясь профессором кафедры «Прикладной математики», и в настоящее время ведёт научно-организационную работу. За последнее десятилетие был руководителем пяти научных проектов, поддержанных грантами Российского фонда фундаментальных исследований. Также является руководителем научной группы «Суперкомпьютерные технологии решения сложных задач» кафедры «Прикладной математики». Им подготовлено более двадцати кандидатов наук, успешно продолжающих свою деятельность.
Кутепов был научным руководителем команды True Solutions, которая участвовала в проекте T.R.U.E. Московского энергетического института.

## Заслуги
- Заслуженный профессор МЭИ.[4] Ветеран труда и Ветеран труда МЭИ.
- Лауреат премии «Почёт и признание Поколений» 2012 года.[5]
- Лауреат премии Президента Российской Федерации в области образования за 1999[6].

## Сочинения
- Кутепов В. П., Фальк В. Н. Асинхронные модели вычислений значений функций в языке функциональных схем // Программирование. 1978. № 3. С. 3—15.
- Кутепов В. П., Фальк В. Н. Функциональные системы: теоретический и практические аспекты // Кибернетика. 1979. № 1. С. 46—58.

### Фотографии
- 50 лет АВТФ
- 30 лет кафедре ПМ
- Виталий Кутепов и Андрей Берс, 1960 год